# Давньоруська гривна

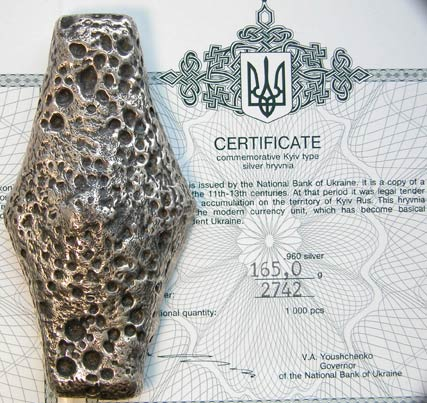
Срібна гривна Київської Русі (XI—XIII ст.)

Давньоруська гривна — вагова, лічильна і монетна одиниця Київської Русі. Вагова гривна виникла у VIII–ІХ століттях, її первинна величина невідома. Назва пов'язана з нашийною гривною. З поширенням на території Русі куфічних дирхамів певну кількість їх стали прирівнювати за вагою до вагової. Джерела часів Київської Русі називають лічильну гривну «гривною кун». В XI ст. вона дорівнювала 20 ногатам (по 2,56 г кожна ногата), 25 кунам (по 2,05 г) або 50 різанам (по 1,02 г). У XII ст. на лічильну гривну йшло 20 ногат (по 2,56 г), але вже 50 кун чи різан (обидві по 1,02 г).
На вагові гривні зважували також срібло в злитках, прикрасах чи уламках. Згодом злитки срібла стандартної форми і ваги стали монетами (монетна гривна). У XII ст. розрив у вазі між лічильною гривнею і монетною гривнею досяг співвідношення 1:3 на півдні й 1:4 на півночі Русі. У XV—XVIII ст. в Україні використовували лічильну гривну польського походження (див. Гривна польська), на яку йшло 48 монет.
Монетна гривна відома з середини XI ст. Першими виникли київські монетні гривні — ромбоподібні злитки вагою близько 164 г. Майже одночасно з'явилися новгородські гривні;— паличкоподібні злитки вагою близько 204,7 г, трохи пізніше — важкі гривні — за формою подібні до київських, але за вагою тотожні новгородським, і т. зв. чернігівські — ромбоподібні або еліпсоподібні злитки з розкутими кінцями або усією поверхнею, вагою бл. 197 г.
Новгородські гривні проіснували до XV ст., обіг інших завершився в XIII ст. Київські і новгородські гривні використовували на всій території Київської Русі, інші — переважно на північному заході Давньоруської держави.